# Verus (évêque)
Pour les articles homonymes, voir Verus et Vère.
Verus est le huitième évêque de Tours, autour de l'an 500. 

## Biographie
Selon Grégoire de Tours, soupçonné par les Wisigoths d'intelligence avec les Francs,, il fut exilé (au plus tard en 501) jusqu'à la fin de ses jours. Il laissa ses biens aux églises et à ses serviteurs. En 506, toujours en exil, Verus enverra un diacre pour le représenter au concile d'Agde.
Il fut évêque onze ans et huit jours et eut pour successeur Licinius.

### Source primaire
- Grégoire de Tours, Histoire des Francs, Livre X